# فرودگاه درامندویل
فرودگاه درامندویل (به انگلیسی: Drummondville Airport) یک فرودگاه همگانی باربری است که یک باند فرود آسفالت دارد و طول باند آن ۱۲۱۹ متر است. این فرودگاه در کشور کانادا قرار دارد و در ارتفاع ۱۱۱ متری از سطح دریا واقع شده‌است.